# Rindal
Rindal est une commune norvégienne située dans le comté de Trøndelag.

## Géographie
La commune s'étend sur 631,95 km2 dans le sud-ouest du comté, en limite avec celui de Møre et Romsdal. Elle comprend les villages de Rindal, Romundstad et Tiset.

## Histoire
Créée en 1858 par détachement de Surnadal, la commune fait alors partie du comté de Møre et Romsdal. Depuis le 1er janvier 2019, elle appartient au comté de Trøndelag.